# Probe 16
M-505 Adams Brothers Probe 16 — автомобиль, созданный бывшими дизайнерами фирмы Marcos, братьями Деннисом и Питером Адамсами (Брадфорд-он-Эйвон, Уилтшир Англия) в 1969 году.
Двигатель автомобиля был взят из модели Austin 1800 фирмы British Motor Corporation. Двигатель поршневой четырёхцилиндровый, фирмы BMC серии B, объёмом 1798 см³. Использовалась среднемоторная компоновка. Высота автомобиля была 86 см. Передние колёса были размером 10", а задние 13". Вход в машину осуществлялся через сдвигаемую стеклянную крышу. Всего было выпущено три автомобиля. Кузов изготовлялся из стеклопластика. Использовался карбюратор Weber 45. Настройка автомобиля была выполнена фирмой Janspeed Engineering из Великобритании.

## Съёмки в фильме
Стэнли Кубрик снял Probe 16 (AB/4) в своём фильме 1971 года «Заводной апельсин». В фильме автомобиль назывался Durango 95.

## Другие автомобили серии
Предыдущая модель называлась Probe 15, была выпущена в одном экземпляре и находится в Швейцарии.
Следующая модель Probe 2001 производилась с 1970 по 1972 год компаниями Probe Motor Company и WT Nugent (Engineering Ltd).